# Liste der Kinos im Berliner Bezirk Pankow
Die Liste der Kinos im Berliner Bezirk Pankow gibt eine Übersicht aller Kinos, die im Berliner Bezirk Pankow existiert haben oder noch existieren. In der Liste sind die Ortsteile entsprechend der Bezirksreform 2001 zugeordnet: Blankenburg, Blankenfelde, Buch, Französisch Buchholz, Heinersdorf, Karow, Niederschönhausen, (Alt-)Pankow, Prenzlauer Berg, Stadtrandsiedlung Malchow, Rosenthal, Weißensee, Wilhelmsruh.  Die Liste wurde nach Angaben aus den Recherchen im Kino-Wiki aufgebaut und mit Zusammenhängen der Berliner Kinogeschichte aus weiteren historischen und aktuellen Bezügen verknüpft. Sie spiegelt den Stand der in Berlin jemals vorhanden gewesenen Filmvorführeinrichtungen als auch die Situation im Januar 2020 wider. Danach gibt es in Berlin 92 Spielstätten, was Platz eins in Deutschland bedeutet, gefolgt von München (38), Hamburg (28), Dresden (18) sowie Köln und Stuttgart (je 17). 
Gleichzeitig ist diese Zusammenstellung ein Teil der Listen aller Berliner Kinos und der Ortsteillisten.

## Einleitung
Die nachfolgende Übersicht orientiert sich an den mit der Bezirksreform des Jahres 2001 festgelegten Bezirksgrenzen. Früher zu Pankow gehörende Bereiche sind in den entsprechenden Kinolisten aufgenommen. Die Vor-Sortierung in den Einzellisten erfolgt nach aktuellen oder letzten Kinonamen.

## Übersicht im Bezirk
Auf Grund der historischen Situation der Bildung des (Groß-)Bezirks aus drei Alt-Bezirken sind die bestehenden und ehemaligen Kinos regional nach den Ortsteilen aufgeteilt. Während der Berliner Kinogeschichte bestanden in den Ortsteilen Blankenfelde, Heinersdorf und Stadtrandsiedlung Malchow keine Filmtheater oder Ladenkinos.
- Zentral-Lichtspiele Blankenburg
- Kinos in Buch
  - Hubertus-Lichtspiele
  - Lichtspieltheater Buch
  - Schloßkrug-Lichtspiele Buch
- Kinos in Französisch-Buchholz
  - Filmpalast Buchholz
  - Buchholzer Lichtspiele
- Filmeck Alt-Karow
- Kinos in Niederschönhausen
  - Blauer Stern
  - Filmpalast
  - Universum Schönholz
- Kinos im Ortsteil (Alt-)Pankow
- Kinos im (Altbezirk) Prenzlauer Berg
- Ro-Li (Rosenthal)
- Kinos im (Altbezirk) Weißensee
- Wilhelmsruher Kinos
  - Urania (Tollerstraße 19, vormals Kronprinzenstraße 15)
  - Lunik (Hauptstraße 40)